# The Pentagram Burns
"The Pentagram Burns" är en promo-singel med det norska black metal-bandet Satyricon. Singeln utgavs 2006 av skivbolaget Roadrunner Records.

## Låtlista
1. "The Pentagram Burns (Club/Radio/Video Edit)" – 4:05
2. "The Pentagram Burns (album version)" – 5:37

Text och musik: Satyr Wongraven

## Medverkande
Musiker (Satyricon-medlemmar)
- Satyr (Sigurd Wongraven) – sång, gitarr, keyboard, arrangemang
- Frost (Kjetil-Vidar Haraldstad) – trummor

Bidragande musiker
- Thomas Røisland – tuba
- Lars Norberg – basgitarr

Produktion
- Satyr Wongraven – producent, ljudtekniker
- Erik Ljunggren – ljudtekniker
- Pytten (Eirik Hundvin) – ljudtekniker
- Chris Samson – ljudtekniker
- Mike Cashin – ljudtekniker
- Mike Fraser – ljudmix
- Espen Berg – mastering